# Тилихой, Николае
Николае Тилихой (рум. Nicolae Tilihoi; 9 декабря 1956, Брэила — 25 марта 2018, Крайова) — румынский футболист и футбольный тренер, играл на позиции защитника.

## Биография

### Игровая карьера
Тилихой начинал карьеру в клубе «Брэила», в котором играл в течение двух сезонов. Его основная карьера была связана с клубом «Университатя Крайова», в составе которого играл в течение 11 сезонов. Тилихой выиграл с «Крайовой» 2 чемпионских титула и 4 Кубка Румынии, сыграв в чемпионате страны 290 матчей и забил 6 голов.
В составе сборной Румынии сыграл 10 матчей, в которых не отметился забитыми мячами.

### Тренерская карьера
Работал главным тренером нескольких румынских футбольных клубов, среди которых были «Чимия», «Каллатис» и «Дробета-Турну-Северин».

### Смерть
Скончался 25 марта 2018 года в Крайове в возрасте 61 года после продолжительной болезни.

## Достижения
«Университатя Крайова»
- Чемпион Румынии (2) : 1981/82, 1982/83
- Обладатель Кубка Румынии (4) : 1974/75, 1976/77, 1983/84, 1985/86